# Vatica globosa
Vatica globosa är en tvåhjärtbladig växtart som beskrevs av Peter Shaw Ashton. Vatica globosa ingår i släktet Vatica och familjen Dipterocarpaceae. Inga underarter finns listade i Catalogue of Life.